# David Philippaerts
David Philippaerts   (Pietrasanta, 7 de desembre de 1983) és un pilot de motocròs italià d'ascendència belga que va ser Campió del Món de MX1 el 2008 pilotant la Yamaha de l'equip de Michele Rinaldi. A banda, ha estat tres vegades Campió d'Itàlia de motocròs.
A 1 de gener de 2013

## Trajectòria esportiva
Nascut en una família molt afeccionada al motocròs (tant el seu pare com el seu avi n'havien practicat a Bèlgica), va debutar a sis anys en curses de minicross, amb el suport del Campió del Món Andrea Bartolini. Guanyà força títols regionals de 125cc fins que el 2002 debutà al Mundial. El 2004 hi acabà en dinovè lloc final. Cap a mitja temporada del 2005 li cediren la KTM 250 4T, essent amb ella un dels protagonistes de la categoria MX2, acabant quart al final, amb algunes victòries. El 2006 hi fou tercer, amb quatre victòries.
De cara a la temporada del 2007 fou fitxat per l'equip de Stefan Everts a la categoria MX1, disputant el mundial amb una KTM SX450F i acabant-hi sisè tot i patir diversos problemes i una lesió a l'espatlla. Per al 2008 fitxà per l'equip de Michele Rinaldi i disputà el campionat amb una Yamaha YZ450F oficial, substituint al pilot Marc De Reuver al costat de Joshua Coppins, guanyant finalment el Campionat.

## Palmarès
| Any  | Motocicleta | Campionat del Món | Campionat del Món | C. d'Itàlia |
| Any  | Motocicleta | 250cc             | 125cc             | C. d'Itàlia |
| ---- | ----------- | ----------------- | ----------------- | ----------- |
| 2002 | Suzuki      | -                 | 45è               |             |
|      |             | MX GP             | 125cc             |             |
| 2003 | KTM         | -                 | 22è               | 1r 125cc    |
|      |             | MX1               | MX2               |             |
| 2004 | KTM         | -                 | 19è               | 1r 125cc    |
| 2005 | KTM         | -                 | 4t                |             |
| 2006 | KTM         | -                 | 3r                |             |
| 2007 | KTM         | 6è                | -                 | 1r MX1      |
| 2008 | Yamaha      | 1r                | -                 |             |
| 2009 | Yamaha      | 4t                | -                 |             |
| 2010 | Yamaha      | 3r                | -                 |             |
| 2011 | Yamaha      | 9è                | -                 |             |
| 2012 | Yamaha      | 15è               | -                 |             |